# 準備預金制度
準備預金制度（じゅんびよきんせいど、英: reserve deposit requirement system）とは、市中銀行の預金の一定割合の額を中央銀行に預け入れさせる制度である。

## 準備預金制度と金融政策
準備預金制度は、金融機関が保有している顧客による預金引出しに備えるための支払準備金を法的に制度化し、預金の一定割合（準備預金率）を中央銀行に強制的に預入させる制度である。
準備預金制度は、金融政策の一環として導入された。中央銀行が準備預金率を引き上げると、金融機関は中央銀行に保有している預金残高を増やす必要が出てくる。金融機関は、企業に融資していた資金などを回収して、中央銀行に資金を振り込むという行動をとるので、貸し出しの減少などが起こり、マネーサプライは減少して金利が上昇する。逆に、準備率が引き下げられると、金融は緩和し金利の低下が起こる（詳しくは「信用創造」参照）。これを支払準備率操作という。
従来、中央銀行は為替レート等との関係で政策金利の変更に大きな制約があり、支払準備金操作を金融政策の手段として用いていた。しかし、実際に先進国の中央銀行が準備率の変更を金融政策で用いることは少なくなっている。アメリカなどでは金融自由化により実質的に預金と機能が類似しているが、準備預金対象債務とならないマネー・マーケット・ファンドなどが拡大しており、その環境下で準備金を引き上げると銀行は競争上不利な立場に立たされるためである。準備率の変更を直接金融政策に利用するかわりに、中央銀行は銀行が法定準備額を積み立てる速度を調整して金融調節に利用してきた。

## 米国の準備預金制度
アメリカでは、法律に基づいて、金融機関は保有する預金の一定割合以上の金額を一定期間の間に連邦準備銀行に預け入れることを義務づけることが制度化されている。

## 日本の準備預金制度
日本では、1957年に施行された「準備預金制度に関する法律」に基づいて、金融機関に対して保有する預金の一定割合以上の金額を一定期間の間に日本銀行の当座預金に預け入れることを義務づけることが制度化された。
預け入れを義務づけられた最低金額を「法定準備預金額」あるいは「所要準備額」という。準備預金制度の対象となっている金融機関は、銀行や預金残高が1600億円超の信用金庫、農林中央金庫である。
預金の種類と保有している預金の規模ごとに、保有する預金に対して日銀当座預金に保有すべき準備預金額の割合である準備率が決められている。これを準備預金率という（預金準備率・支払準備率とも）。準備預金率は日本銀行の金融政策決定会合で決定される。ある月の法定準備額は、各銀行等が保有している預金に準備率を掛けたものの各月の1日から月末までの平均である。この法定準備額を、その月の16日から翌月の15日までの間に日銀当座預金に積み立てることが義務付けられている。
定期預金など流動性の低い預金の準備率は普通預金などの流動性の高い預金に比べて低く、同じ預金種では預金残高が増えると準備率が高くなるように定められている。
現在の日銀の銀行に対する法定準備率は0.05〜1.3%であり、各銀行は日銀に預け入れた金額を準備率で除した額を個人や企業に貸し付けることが法的に許可されている。

## 英国の準備預金制度
イングランド銀行は、オーバーナイト金利を安定させる目的から、2006年5月から金融機関が各自の都合に合わせてイングランド銀行に資金の積み立てを行う疑似準備預金制度を導入している。